# فردا به سینما می‌رویم
فردا به سینما می‌رویم (انگلیسی: Jutro idziemy do kina) یک فیلم تلویزیونی لهستانی به کارگردانی یژی استفان استاوینسکی است که در سال ۲۰۰۷ منتشر و برندهٔ جایزهٔ ماگنولیای زرین چهاردهمین جشنواره تلویزیونی شانگهای شد.

## گزیدهٔ بازیگران
- ماتئوش دامینتسکی
- آنتونی پاولیتسکی
- یاکوب وسووفسکی
- گراژینا شاپوووفسکا
- اولگیرد ووکاشِـویچ
- آنا گزیرا
- یولیا پی‌یتروخا
- ماریا نیکلینسکا
- مارتا شچیسوویچ
- کشیشتف استلماژیک
- کاتاژینا گنیفکوفسکا
- پیوتر ژورافسکی
- آندژی شنایخ
- دانیل اولبریخسکی
- ماگدالنا لامپارسکا
- میخاو رولنیتسکی
- بوژنا آدامک